# Johann Christoph Bach (1642–1703)
Johann Christoph Bach, född 6 december 1642 och död 31 mars 1703, var en tysk tonsättare.
Bach var en av de mest bekanta äldre medlemmarna av Bach-släkten. Bach var organist i Eisenach från 1655 och fram till sin död. Hans kompositioner utgörs av kantaten Es erhob sich ein Streit, en del motetter, 44 koralspel och en sarabande med variationer för piano.